# Eilandsraadverkiezingen Curaçao 2003/Kandidatenlijst/FOL
Dit is de lijst van kandidaten voor de eilandsraadverkiezingen op Curaçao van 2003 voor de partij FOL. De lijsttrekker was Anthony Godett. De partij behaalde acht zetels en in totaal 22.745 stemmen (33,86%).

## Kandidatenlijst
Hieronder volgt de kandidatenlijst.
| Positie | Kandidaat                               | Stemmen | Resultaat |
| ------- | --------------------------------------- | ------- | --------- |
| 1       | Anthony Amadeo Godett                   | 19.462  | verkozen  |
| 2       | Maurice Hubert Pierre Philippe Adriaens | 446     | verkozen  |
| 3       | Rignald C. Lak                          | 152     | verkozen  |
| 4       | Sedney C.R. Ignacio                     | 353     | verkozen  |
| 5       | Bernhard M.J. Komproe                   | 106     | verkozen  |
| 6       | Johnny E. Louisa                        | 138     | verkozen  |
| 7       | Randolf D.A. Douglass                   | 95      | verkozen  |
| 8       | Rignald Andrés Sling                    | 186     | verkozen  |
| 9       | Elfrid Ellory Capella                   | 50      |           |
| 10      | Junïel Reinaldo Carolina                | 126     |           |
| 11      | Rignald J. Ocalia                       | 91      |           |
| 12      | Franklin M. Suares                      | 122     |           |
| 13      | Emilio G. Kowsoleea                     | 58      |           |
| 14      | Maricel Irene Sakoetoe                  | 179     |           |
| 15      | Raul A. Römer                           | 70      |           |
| 16      | Sidney F. Ritter                        | 32      |           |
| 17      | Rhadames Santana-Baez                   | 155     |           |
| 18      | Jacinta Venancia Adelaida Constancia    | 106     |           |
| 19      | Erno M. Candelaria                      | 56      |           |
| 20      | Shamil A.L. Ortega                      | 75      |           |
| 21      | Urwin M. Sillé                          | 35      |           |
| 22      | Maxie E.S. de Groot                     | 18      |           |
| 23      | Hozé C. Simmons                         | 31      |           |
| 24      | Royston A. Gonet                        | 40      |           |
| 25      | Richenel I.D Look                       | 172     |           |
| 26      | Renfred Anthony Rojer                   | 156     |           |
| 27      | Eithel F. Isebia                        | 107     |           |
| 28      | Serita J. Martis                        | 18      |           |
| 29      | Hubert Antonio Rojer                    | 110     |           |